# Ćandidas
Ćandidas (beng. চন্ডীদাস, trl. Candīdāsa, Sługa bogini Ćandi) – bengalski guru ze szkoły wisznuizmu sahadźija z XIV wieku. Zarazem poeta, któremu tradycja indyjska przypisuje autorstwo tysięcy pieśni utworzonych w czystym języku bengalskim – jednak imieniem tym posługiwało się kilku bengalskich twórców.

## Życie
Urodził się w rodzinie bramińskiej, związanej z kultem w świątyni w Nannur. Utracił jednak tą wysoką pozycję w systemie kastowym, na skutek wykluczenia z warny braminów za mezalians. Był to przełom, który spowodował poświęcenie się poezji.

## Twórczość
W swoich utworach gloryfikował:
- zalety miłość mistycznej i
- kochane kobiety jako obrazy boskości.

## Wpływ
Sławę w północnych Indiach przyniosły mu pieśni miłosne, przedstawiające mistyczną relację pomiędzy Kryszną i Radhą. Na jego pieśniach wzorowali się kolejni poeci wisznuiccy.